# Франческо Кассата
Франческо Кассата (італ. Francesco Cassata, нар. 16 липня 1997, Сан-Теренцо) — італійський футболіст, півзахисник клубу «Дженоа». На правах оренди виступає за «Тернану».
Виступав за молодіжну збірну Італії.

## Клубна кар'єра
Народився 16 липня 1997 року в місті Сан-Теренцо. Вихованець юнацьких команд футбольних клубів «Емполі» та «Ювентус».
У дорослому футболі дебютував 2016 року виступами на правах оренди за друголіговий «Асколі», в якому протягом сезону взяв участь у 36 матчах чемпіонату.
Влітку 2017 року за 7 мільйонів євро перейшов до «Сассуоло», в якому не став гравцем основного складу і звідки на сезон 2018/19 віддавався в оренду до «Фрозіноне».
Сезон 2019/20 провів знову в оренді, цього разу у складі «Дженоа». В Генуї важливою складовою середньої лінії, і по завершенні оренди 2020 року клуб викупив його контракт за ті ж 7 мільйонів євро. Утім на правах повноцінного гравця команди почав мати проблеми з потраплянням до її складу. Першу половину 2022 року відіграв в оренді за друголігову «Парму», а в серпні того ж рока на аналогічних умовах приєднався до «Тернани», представника тієї ж Серії B.

## Виступи за збірні
2013 року дебютував у складі юнацької збірної Італії (U-17), загалом на юнацькому рівні взяв участь у 26 іграх. У складі команди U-20 був учасником молодіжного чемпіонату світу 2017 року, де італійці стали бронзовими призерами.
2018 року провів дві гри за молодіжну збірну Італії.

## Статистика виступів

### Статистика клубних виступів
Станом на 10 вересня 2022
| Сезон              | Команда            | Чемпіонат          | Чемпіонат | Чемпіонат | Національний кубок | Національний кубок | Національний кубок | Континентальні кубки | Континентальні кубки | Континентальні кубки | Інші змагання | Інші змагання | Інші змагання | Усього | Усього |
| Сезон              | Команда            | Ліга               | Ігор      | Голів     | Ліга               | Ігор               | Голів              | Ліга                 | Ігор                 | Голів                | Ліга          | Ігор          | Голів         | Ігор   | Голів  |
| ------------------ | ------------------ | ------------------ | --------- | --------- | ------------------ | ------------------ | ------------------ | -------------------- | -------------------- | -------------------- | ------------- | ------------- | ------------- | ------ | ------ |
| 2016–17            | «Асколі»           | B                  | 36        | 1         | КІ                 | 0                  | 0                  | -                    | -                    | -                    | -             | -             | -             | 36     | 1      |
| 2017–18            | «Сассуоло»         | A                  | 10        | 1         | КІ                 | 2                  | 0                  | -                    | -                    | -                    | -             | -             | -             | 12     | 1      |
| 2018–19            | «Фрозіноне»        | A                  | 19        | 2         | КІ                 | 0                  | 0                  | -                    | -                    | -                    | -             | -             | -             | 19     | 2      |
| 2019–20            | «Дженоа»           | A                  | 24        | 2         | КІ                 | 2                  | 0                  | -                    | -                    | -                    | -             | -             | -             | 26     | 2      |
| 2020–21            | «Дженоа»           | A                  | 8         | 0         | КІ                 | 1                  | 0                  | -                    | -                    | -                    | -             | -             | -             | 9      | 0      |
| 2021-січ. 2022     | «Дженоа»           | A                  | 1         | 0         | КІ                 | 1                  | 0                  | -                    | -                    | -                    | -             | -             | -             | 2      | 0      |
| січ.-черв. 2022    | «Парма»            | B                  | 1         | 0         | КІ                 | -                  | -                  | -                    | -                    | -                    | -             | -             | -             | -      | -      |
| лип. - серп. 2022  | «Дженоа»           | B                  | 0         | 0         | КІ                 | 0                  | 0                  | -                    | -                    | -                    | -             | -             | -             | 0      | 0      |
| Усього за «Дженоа» | Усього за «Дженоа» | Усього за «Дженоа» | 33        | 2         |                    | 4                  | 0                  |                      |                      |                      |               |               |               | 37     | 2      |
| серп. 2022–23      | «Тернана»          | B                  | 1         | 0         | КІ                 | 0                  | 0                  | -                    | -                    | -                    | -             | -             | -             | 0      | 0      |
| Усього за кар'єру  | Усього за кар'єру  | Усього за кар'єру  | 100       | 6         |                    | 6                  | 0                  |                      | -                    | -                    |               | -             | -             | 106    | 6      |